# Апогамия
Апога́мия (Апогаметия; от др.-греч. ἀπο- и γάμος — брак) — способ размножения некоторых высших растений, заключающийся в развитии зародыша из клеток заростка или зародышевого мешка. Частный случай апомиксиса.
Апогамия встречается сравнительно редко у некоторых цветковых растений и папоротников. В случае с папоротниками, на заростках которых вместо половых продуктов развиваются прямо зародыши. Апогамия встречается в качестве редкого явления и у цветковых растений, и в таком случае семена развиваются в них без оплодотворения.